# Another Fine Tune You've Got Me Into
Another Fine Tune You've Got Me Into is het tweede album van de Britse progressieve-rockband Gilgamesh. De titel is mogelijk een parodie op de kreet Another fine mess you've got me into, die Oliver Hardy steevast placht uit te spreken tegen Stan Laurel in hun komische films.
Het album is een studio-album. In de bezetting zoals deze voor het album gold is nooit live opgetreden. Vlak voor de opnames is de bezetting overigens nog gewijzigd, Neil Murray werd vervangen door Hugh Hopper.

## Tracklist
1. Darker Brighter
2. Bobberty - Theme From Something Else
3. Waiting
4. Play Time
5. Underwater Song
6. Foel'd Again
7. T.N.T.F.X.

## Bezetting
- Hugh Hopper (bas)
- Phil Lee (gitaar)
- Trevor Tompkins (drums)
- Alan Gowen (piano en elektrische piano, klavinet, synthesizer, mellotron)